# Wulkanizacja

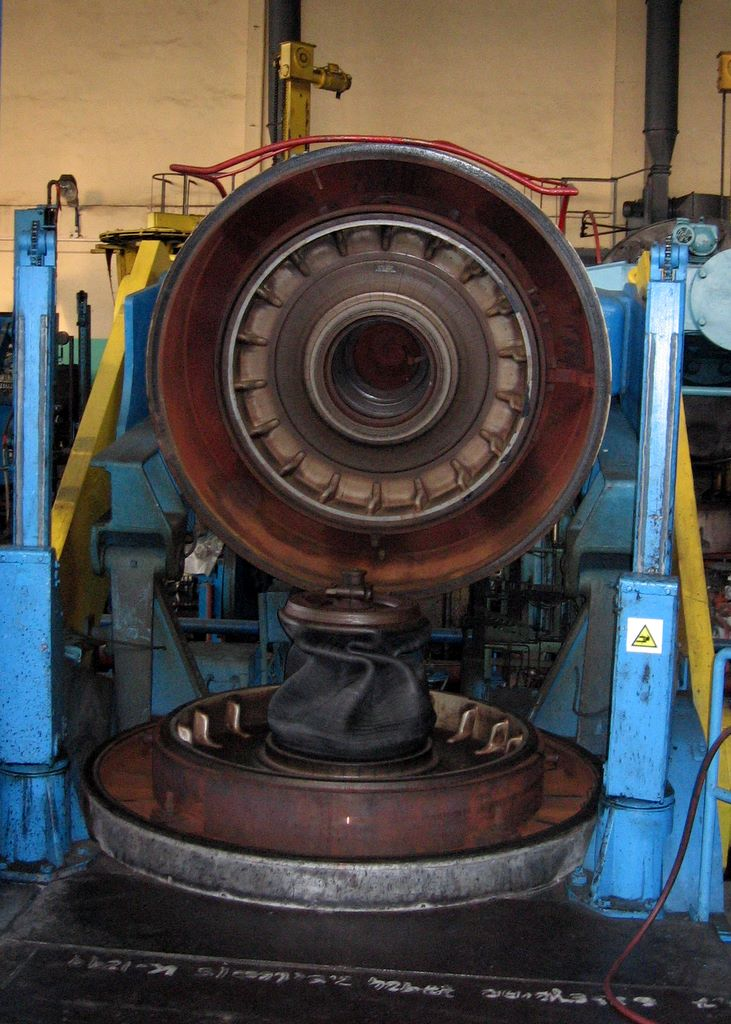
Prasa formująca w procesie wulkanizacji

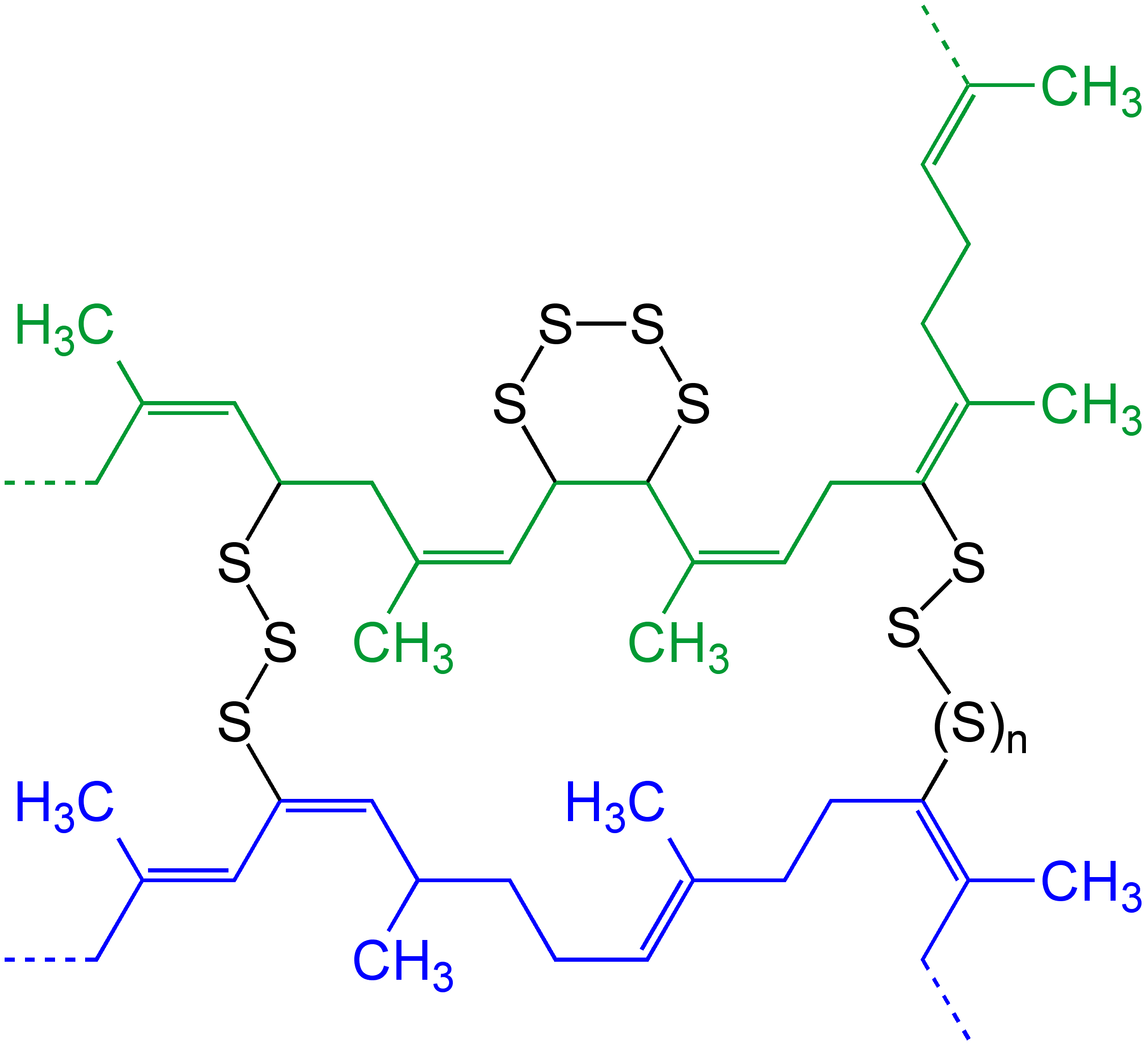
Wulkanizacja (n = 0, 1, ...)

Wulkanizacja – chemiczny proces sieciowania cząsteczek polimeru prowadzący do otrzymania gumy.

## Wulkanizacja tradycyjnych rodzajów elastomerów
Wulkanizacja tradycyjnych rodzajów elastomerów – zwanych kauczukami – opiera się na addycji siarki do podwójnych wiązań chemicznych węgiel-węgiel występujących zarówno w naturalnych, jak i syntetycznych kauczukach. W wyniku tej reakcji tworzą się wiązania chemiczne C-Sx-C, gdzie x=1-3.
Wulkanizację tę przeprowadza się zazwyczaj, mieszając rozdrobnioną siarkę rombową z kauczukiem, a otrzymaną pastę nanosi się na specjalne bębny zwane kalandrami, gdzie w temperaturze ok. 150 °C następuje wcześniej wspomniana reakcja sieciowania. Zależnie od warunków wulkanizacji, rodzaju użytego kauczuku i proporcji siarki do kauczuku można uzyskiwać twardsze lub bardziej miękkie rodzaje gumy. Im większa gęstość sieciowania kauczuku, tym mniej elastyczna (twardsza) i wolniej ścierająca się guma.

## Wulkanizacja innych rodzajów elastomerów
Wulkanizację mniej tradycyjnych rodzajów elastomerów (np. silikonów) przeprowadza się w podobny sposób, ale z użyciem innych środków sieciujących (np. nadtlenki). Czasami do sieciowania tradycyjnych rodzajów kauczuku również stosuje się inne rodzaje środków sieciujących, po to aby zmienić lub poprawić własności uzyskiwanych elastomerów. W zasadzie do wulkanizacji tradycyjnego kauczuku można użyć każdego związku posiadającego dwie grupy funkcyjne zdolne do addycji do wiązań C=C.

## Wulkanizacja innych materiałów
Proces wulkanizacji, oprócz produkcji gumy, jest też stosowany do sklejania z sobą dwóch lub więcej ich rodzajów (np. w trakcie produkcji opon), powlekania gumą tkanin i tworzyw, oraz naprawiania i regenerowania opon.
W tym ostatnim przypadku proces ten polega na zerwaniu warstwy zużytego bieżnika ze starej opony i przyklejeniu w procesie wulkanizacji warstwy nowego bieżnika. Bieżniki do wulkanizacji posiadają na zewnątrz warstwę dobrze usieciowanej gumy, a od strony wewnętrznej celowo niedosieciowaną warstwę kauczuku, zmieszanego ze środkiem sieciującym, który zaczyna działać w podwyższonej temperaturze.